# Trey Palmer
Raymontre Palmer, detto Trey (Kentwood, 2 aprile 2001), è un giocatore di football americano statunitense che milita nel ruolo di wide receiver per i Tampa Bay Buccaneers della National Football League (NFL).

## Carriera

### Tampa Bay Buccaneers
Al college Palmer giocò a football a LSU (2019-2021), vincendo il campionato NCAA nella prima stagione, e a Nebraska (2022). Fu scelto nel corso del sesto giro (191º assoluto) del Draft NFL 2023 dai Tampa Bay Buccaneers. Debuttò come professionista subentrando nella gara del primo turno contro i Minnesota Vikings ricevendo 2 passaggi per 8 yard e segnando un touchdown. Il secondo lo segnò nella settimana 4 contro i New Orleans Saints. La sua prima stagione si chiuse con 39 ricezioni per 385 yard e 3 touchdown disputando tutte le 17 partite, di cui 8 come titolare.